# Camille-Melchior Gibert
Camille-Melchior Gibert, né le 18 août 1797 à Paris, mort le 30 juillet 1866 à Paris,, est un dermatologue français, connu pour avoir décrit la maladie de Gibert.

## Biographie
Gibert fait son internat de médecine à l'hôpital Saint-Louis à Paris où il est entre 1818 et 1819 l'interne de Laurent-Théodore Biett (1781-1840). Il obtient le titre de docteur en 1822 puis devient agrégé en 1824 à la faculté de médecine de Paris. L'année suivante, il obtient la médaille d'or par la Société de médecine pratique pour une de ses publications. Il exerce ensuite en tant que dermatologue à l'hôpital Saint-Louis, et enseigne la dermatologie à partir de 1827,.
A l'ouverture de l'hôpital de Lourcine en janvier 1836, Gibert devient un des premiers médecins à y exercer.
Il donne la première description précise d'un pityriasis qu'il nomma pityriasis rosea et qu'on appelle couramment « pityriasis rosé de Gibert » ou « maladie de Gibert ». Son ouvrage le plus connu sur les maladies de la peau est un livre intitulé Traité pratique des maladies spéciales de la peau.
En 1859, avec Joseph-Alexandre Auzias-Turenne (1812-1870), Gibert prit part à une expérience controversée dans laquelle des patients humains furent délibérément infectés de syphilis en vue de prouver la nature infectieuse de la syphilis secondaire.
Il est élu membre de l'Académie de médecine en 1847 puis secrétaire de 1849 à 1854.

## Publications
- Considérations générales sur les maladies de la peau, In-8° , 7 p., Paris : impr. de Cosson, 1843 ;
- Cours de M. Gibert à l'hôpital St-Louis, maladies de la peau, diagnostic et thérapeutique, 28 p., Édition : Paris : impr. de Moquet et Hauquelin, 1843 ;
- Des Métamorphoses de la syphilis, recherches sur le diagnostic des maladies que la syphilis peut simuler et sur la syphilis à l'état latent, 1 vol. (599 p.), Paris : J.-B. Baillière ; Londres : B. Baillière ; New-York, U. Baillière , 1854 ;
- Emploi médical de l'arsenic, particulièrement dans les maladies de la peau et les fièvres intermittentes, 51 p., Extrait du "Bulletin général de thérapeutique", Édition : Batignolles : impr. de Hennuyer, 1850 ;
- Fragments de thérapeutique et de médecine pratique, 52 p., Paris : impr. de F. Malteste, 1846 ;
- Traité pratique des maladies de la peau et de la syphilis, 3e édition entièrement refondue, 2 vol. (X-606, 623 p.), Paris : G. Baillière, 1839 ;
- A MM. les membres de l'Académie royale de médecine. Appendice aux titres du docteur Gibert. (1er avril 1843.), 8 p., La couverture imprimée sert de titre, Paris : impr. de F. Malteste, 1843
- Association des médecins de Paris. Séance générale extraordinaire tenue... dans le grand amphithéâtre de la Faculté de médecine, le... 29 mars 1840. Rapport sur la question de police médicale soulevée dans la précédente assemblée... par le Dr Gibert,..., In-8° , 4 p., Édition : (Paris,) : impr. de F. Malteste , (s. d.), Éditeur scientifique : Association des médecins du département de la Seine
- Communication de la Syphilisation, Paris, 1853 ;
- De l'Usage thérapeutique de certaines préparations mercurielles employées comme agent spécifique dans les maladies de la peau et dans les maladies vénériennes, 11 p., Extrait du "Bulletin général de thérapeutique". Avril 1847, Batignolles : impr. de Hennuyer, 1847 ;
- Essai sur la prophylaxie et le traitement abortif des maladies vénériennes à leur début, par M. Worbe. Rapport fait à l'Académie de médecine le 1er juin 1847, 23 p., Extrait du "Bulletin de l'Académie royale de médecine". 1er juin 1847, Paris : J.-B. Baillière, 1847 ;
- Manuel des maladies vénériennes, Paris : Deville Cavellin, 1836 ;
- Notice sur l'usage thérapeutique du deuto-iodure de mercure et sur un mode spécial d'administrer ce médicament, 12 p., Extrait du "Bulletin général de thérapeutique". Juin 1844, Batignolles : impr. de Hennuyer et Turpin, 1844 ;
- Quelques réflexions sur la médecine moderne., Voyez tome 3, page, N ° 87. Paris, 1822, Paris, 1822 ;
- Correspondance syphiliographique..., Rapport... à l'Académie impériale de médecine...., Paris, 1860 ;
- Résumé clinique des points litigieux de l'histoire de la syphilis cours à l'hôpital Saint-Louis, 1861, In-8° , 30 p, Extrait de la "Revue médicale". Décembre 1861, Paris : impr. de Moquet
- Suntne inter hydrothoracem et pleuritidem chronicam certa diocumma... ? Thesis..., Competitio ad aggregationem, 1824, n ° 257, Paris, 1824 ;
- Sur l'emploi du bain de vapeurs térébenthinées en médecine, par M. Chevandier, etc. Rapport de M. Gibert, 7 p., Extrait du "Bulletin de l'Académie impériale de médecine". 1865. T. 30. p. 880, Paris : impr. de E. Martinet
- Thérapeutique des maladies de la peau, par M. le Dr Gibert, etc., In-8° , 8 p., Extrait du "Journal des connaissances médico-chirurgicales". Nos 1 et 2. Juillet et août 1844, Paris : impr. de Cosson
- Thérapeutique des maladies des femmes liées à un écoulement utérin, 12 p., Extrait du "Bulletin général de thérapeutique". Janvier 1848, Édition : Batignolles : impr. de Hennuyer
- Titres du docteur Gibert,... A MM. les membres de l'Académie royale de médecine, 8 p., Paris : impr. de F. Malteste, 1842